# Treibball (Hundesport)

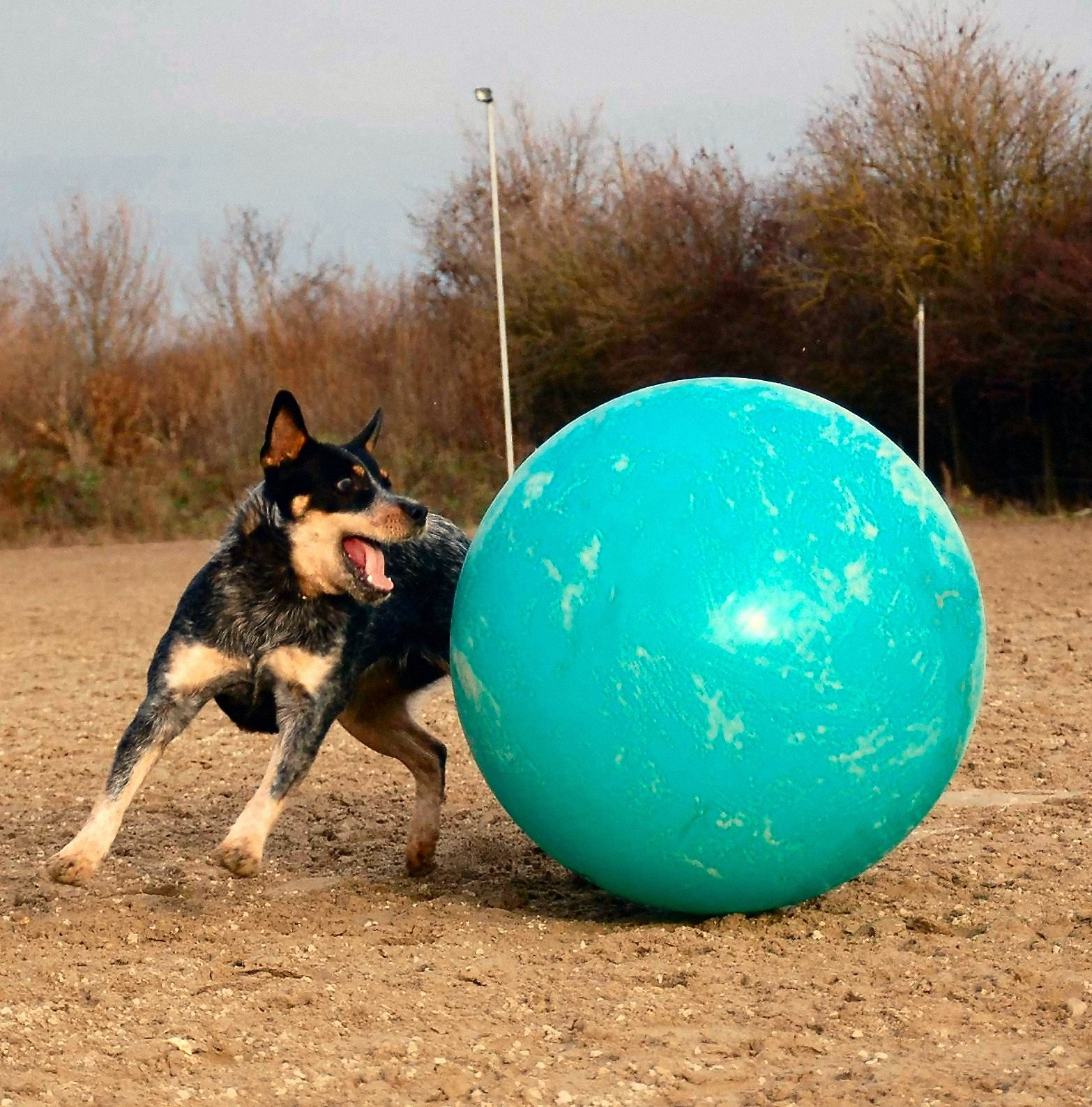
Treibball

Treibball ist eine von Jan Nijboer entwickelte Hundesportart.
Das Trainingsmaterial besteht aus acht handelsüblichen Gymnastikbällen in allen Größen und einem Tor. Die Gymnastikbälle liegen in einer Entfernung von mindestens 15–20 Metern im Dreieck angeordnet, ähnlich wie beim Billard, vor einem Tor mit einer Größe von 2 × 3 Meter. Die Spitze des Balldreiecks zeigt vom Tor weg. Der Hund soll alle acht Bälle nacheinander mit Schnauzen- u. Körpereinsatz ins Tor treiben. Hierbei findet er Unterstützung durch akustische Signale sowie Handgesten vom Hundeführer, welcher sich in Griffweite zu einem der beiden Torpfosten befindet. Nachdem der achte Ball ins Tor getrieben wurde, schließen Hund und Halter das Spiel mit einer Downposition des Hundes parallel zum Tor ab.